# George Mbwando
George Stanley Mbwando (né le 20 octobre 1975 à l'époque en Rhodésie, aujourd'hui au Zimbabwe) est un footballeur international zimbabwéen, qui évoluait au poste de défenseur.

## Biographie

### Carrière en club
Avec l'équipe du Lech Poznań, il dispute 10 matchs en première division polonaise.

### Carrière en sélection
Avec l'équipe du Zimbabwe, il joue 11 matchs (pour un but inscrit) entre 2001 et 2006. 
Il figure dans le groupe des sélectionnés lors des Coupes d'Afrique des nations de 2004 et de 2006.
Il joue également 4 matchs comptant pour les tours préliminaires de la coupe du monde, lors des éditions 2002 et 2006.